# Abismo (montaña rusa)
Abismo es una montaña rusa del Parque de Atracciones de Madrid, inaugurada el 27 de junio de 2006. Es un modelo Skyloop XT-450, diseñada por la empresa alemana Maurer AG. Comienza con una subida vertical que acaba con el vagón boca abajo, siguiendo con un sacacorchos, continuando a una velocidad de 105 km/h y realizando todo tipo de inversiones, tirabuzones, giros Immelmann y curvas peraltadas. Para poder subir es necesario medir más de 1,35 m y menos de 2 m.

## Datos técnicos
- Longitud: 450 m
- Altura: 49 m
- Velocidad máxima: 105 km/h
- Pasajeros: 12
- Nivel de sensación: muy exigente
- Acceso para discapacitados: sí

## Recorrido
Abismo se caracteriza por ser una montaña rusa pequeña, pero intensa. Existe una versión más larga del recorrido, pero Maurer Söhne optó por diseñar este recorrido específicamente para el Parque de Atracciones, debido a que el diseño original llegaba hasta las oficinas del parque, por lo que el diseño de la misma se considera custom.
El recorrido se inicia en la estación, donde los viajeros se ponen los cinturones de seguridad (consistentes en un cinturón grueso a la altura de la barriga que sujeta bastante bien). Nada más salir de la estación el tren encara el lift, consistente en una subida totalmente vertical (en un ángulo de 90°), hasta que alcanza una altura de 49 metros y llega a la cima, momento en el que el tren se pone boca abajo (este es el elemento denominado skyloop), permitiendo al viajero, si es que sus niveles de adrenalina se lo permiten, unas vistas de Madrid inigualables durante unos 3 segundos aproximadamente a velocidad lenta, seguido de un sacacorchos que culmina con una bajada que coloca el tren a una velocidad de 105 km/h. Tras esto, el tren asciende para atravesar un immelman, dar media vuelta y atravesar un speed hill, para a continuación atravesar un camelback de gran intensidad, en el que los viajeros sentirán cómo se despegan de los asientos. A continuación, el tren vuelve a ascender y tras un nuevo immelman cruzará a toda velocidad la estación, para encarar nuevamente el lift inicial, detenerse y, finalmente, descender lentamente marcha atrás a la estación.
Dada la espectacularidad de la subida, es muy frecuente que cuando la atracción se pone en marcha, la gente que está fuera de la atracción se pare a verla funcionar.